# Австрійська державна премія з європейської літератури
Австрі́йська держа́вна пре́мія з європе́йської літерату́ри (нім. Österreichischer Staatspreis für Europäische Literatur) — міжнародна нагорода Республіки Австрія, також знана як Європейська літературна премія (нім. Europäischer Literaturpreis). Заснована 1964 року Федеральним Міністерством освіти, мистецтва й культури Австрії як Премія Ніколауса Ленау.
Свою сучасну назву нагорода отримала 1965 року і щорічно її присуджують європейським письменникам. Церемонія нагородження не відбувалася 1969 року. Сума премії становить 25 000 євро.

## Лауреати
| Рік  | Письменник               | Країна                           |
| ---- | ------------------------ | -------------------------------- |
| 1965 | Збіґнєв Герберт          | Польща                           |
| 1966 | Вістен Г'ю Оден          | Велика Британія / США            |
| 1967 | Васко Попа               | Югославія                        |
| 1968 | Вацлав Гавел             | Чехословаччина                   |
| 1969 | премія не присуджувалася |                                  |
| 1970 | Ежен Йонеско             | Румунія / Франція                |
| 1971 | Петер Гухель             | Німецька Демократична Республіка |
| 1972 | Славомир Мрожек          | Польща                           |
| 1973 | Гарольд Пінтер           | Велика Британія                  |
| 1974 | Шандор Вереш             | Угорщина                         |
| 1975 | Мирослав Крлежа          | Югославія                        |
| 1976 | Італо Кальвіно           | Італія                           |
| 1977 | Павел Когоут             | Чехословаччина                   |
| 1978 | Симона де Бовуар         | Франція                          |
| 1979 | Фульвіо Томіцца          | Італія                           |
| 1980 | Сара Кірш                | Німецька Демократична Республіка |
| 1981 | Доріс Лессінг            | Велика Британія                  |
| 1982 | Тадеуш Ружевич           | Польща                           |
| 1983 | Фрідріх Дюрренматт       | Швейцарія                        |
| 1984 | Кріста Вольф             | Німецька Демократична Республіка |
| 1985 | Станіслав Лем            | Польща                           |
| 1986 | Джорджо Манганеллі       | Італія                           |
| 1987 | Мілан Кундера            | Чехословаччина                   |
| 1988 | Анджей Щипйорський       | Польща                           |
| 1989 | Маргеріт Дюрас           | Франція                          |
| 1990 | Гельмут Гайсенбюттель    | Німеччина                        |
| 1991 | Петер Надаш              | Угорщина                         |
| 1992 | Салман Рушді             | Індія / Велика Британія          |
| 1993 | Чингіз Айтматов          | Киргизстан                       |
| 1994 | Інгер Крістенсен         | Данія                            |
| 1995 | Александр Тишма          | Союзна Республіка Югославія      |
| 1996 | Юрг Ледерах              | Швейцарія                        |
| 1997 | Антоніо Табуккі          | Італія                           |
| 1998 | Дубравка Угрешич         | Хорватія                         |
| 1999 | Петер Естергазі          | Угорщина                         |
| 2000 | Антоніу Лобу Антунеш     | Португалія                       |
| 2001 | Умберто Еко              | Італія                           |
| 2002 | Крістоф Гайн             | Німеччина                        |
| 2003 | Кеес Ноотебоом           | Нідерланди                       |
| 2004 | Джуліан Барнс            | Велика Британія                  |
| 2005 | Клаудіо Магріс           | Італія                           |
| 2006 | Хорхе Семпрун            | Іспанія                          |
| 2007 | Е. Л. Кеннеді            | Велика Британія                  |
| 2008 | Агота Крістоф            | Швейцарія                        |
| 2009 | Пер Улоф Енквіст         | Швеція                           |
| 2010 | Пауль Ніцон              | Швейцарія                        |
| 2011 | Хав'єр Маріас            | Іспанія                          |
| 2012 | Патрік Модіано           | Франція                          |
| 2013 | Джон Бенвілл             | Ірландія                         |
| 2014 | Людмила Улицька          | Росія                            |
| 2015 | Мірча Кертереску         | Румунія                          |
| 2016 | Анджей Стасюк            | Польща                           |
| 2017 | Карл Уве Кнаусгор        | Норвегія                         |
| 2018 | Зеді Сміт                | Велика Британія                  |
| 2019 | Мішель Уельбек           | Франція                          |
| 2020 | Драго Янчар              | Словенія                         |
| 2021 | Ласло Краснагоркаї       | Угорщина                         |
| 2022 | Алі Сміт                 | Велика Британія                  |
| 2023 | Марі Ндіай               | Франція                          |
| 2024 | Йоанна Батор             | Польща                           |
| 2025 | Сергій Жадан             | Україна                          |